# Kill Kill
Kill Kill – EP amerykańskiej piosenkarki Lany Del Rey (znanej wtedy pod swoim prawdziwym imieniem i nazwiskiem Lizzy Grant), wydany 21 października 2008 roku przez niezależną wytwórnię płytową 5 Points Records.  Minialbum zawiera 3 utwory wokalistki, zawarte w 2010 roku na debiutanckim albumie wokalistki Lana Del Ray A.K.A. Lizzy Grant. 
Utwór „Kill Kill” pierwotnie zatytułowany był jako „The Ocean”, jednak producenci dokonali jego zamiany uznając go za „nudny”. W przypływie frustracji Lana Del Rey skreśliła oryginalny tytuł nad tekstem piosenki, dopisując „Kill Kill” na jego miejscu.

## Lista utworów
Opracowano na podstawie materiału źródłowego.
1. „Kill Kill” – 3:59
2. „Yayo” – 5:42
3. „Gramma” – 3:50